# Ежовка (Саратовская область)
Ежовка — упразднённое в 2019 году село в Романовском районе Саратовской области России.

## География
Урочище находится в западной части области, в пределах Окско-Донской равнины, на расстоянии примерно 15 километров (по прямой) к востоку от рабочего посёлка Романовка. Абсолютная высота — 142 метра над уровнем моря.

## История
Основана в 1663 году.
Упразднена в 2019 году.

## Население
| 2010 |
| ---- |
| 0    |

По данным на 1987 год в населённом пункте проживало около 10 человек. Согласно результатам переписи 2002 года, в селе, входившем в состав Мордово-Карайского округа, проживал 1 человек.